# 维杜兹
维杜兹（法語：Vidouze，法語發音：[viduz]）是法国上比利牛斯省的一个市镇，属于塔布区。

## 地理
维杜兹（43°26'38"N, 0°2'56"W）面积16.01 平方千米，位于法国奧克西塔尼大區上比利牛斯省，该省份为法国西南部内陆省份，北至热尔省，西接大西洋比利牛斯省，南与西班牙接壤，东临上加龙省。
与维杜兹接壤的市镇（或旧市镇、城区）包括：蒙科、巴西永-沃泽、邦塔尤-塞雷、卡斯泰拉-卢比克斯、拉巴蒂菲吉耶尔、吕克-阿尔莫、蒙塞居尔、拉伊特图皮耶尔。

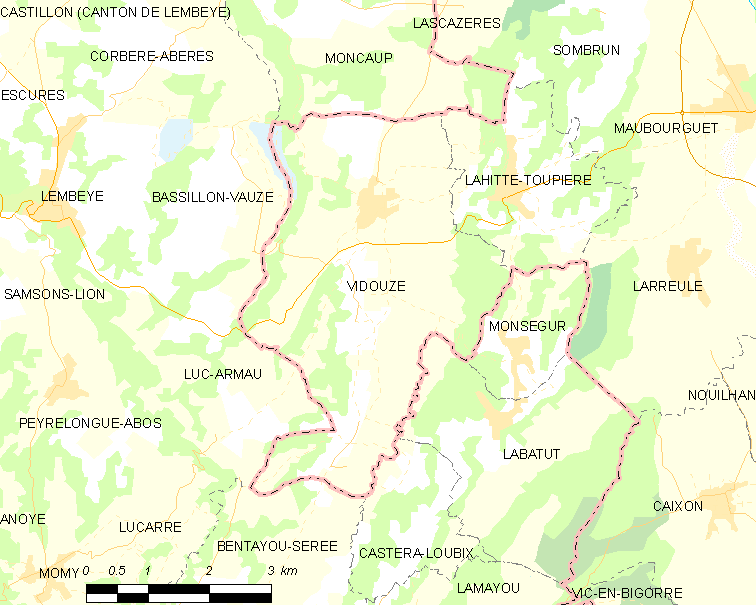
维杜兹的OSM定位图

维杜兹的时区为UTC+01:00、UTC+02:00（夏令时）。

## 行政
维杜兹的邮政编码为65700，INSEE市镇编码为65462。

## 政治
维杜兹所属的省级选区为阿杜尔河谷-吕斯唐-马迪拉奈县。

## 人口

1962-2008年间维杜兹人口变化图示

维杜兹于2022年1月1日时的人口数量为230人。